# Graphium cyrnus
Graphium cyrnus är en fjärilsart som först beskrevs av Jean Baptiste Boisduval 1836.  Graphium cyrnus ingår i släktet Graphium och familjen riddarfjärilar. Inga underarter finns listade i Catalogue of Life.

## Bildgalleri

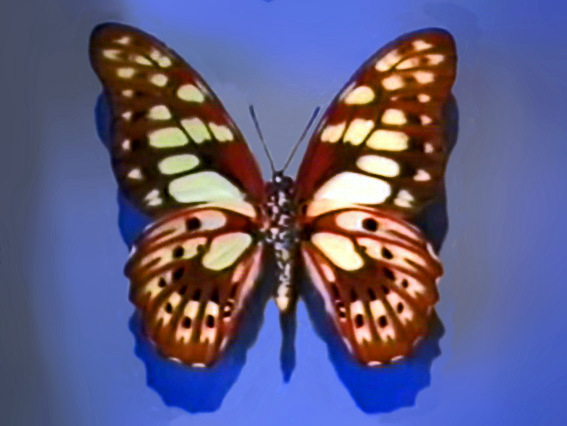
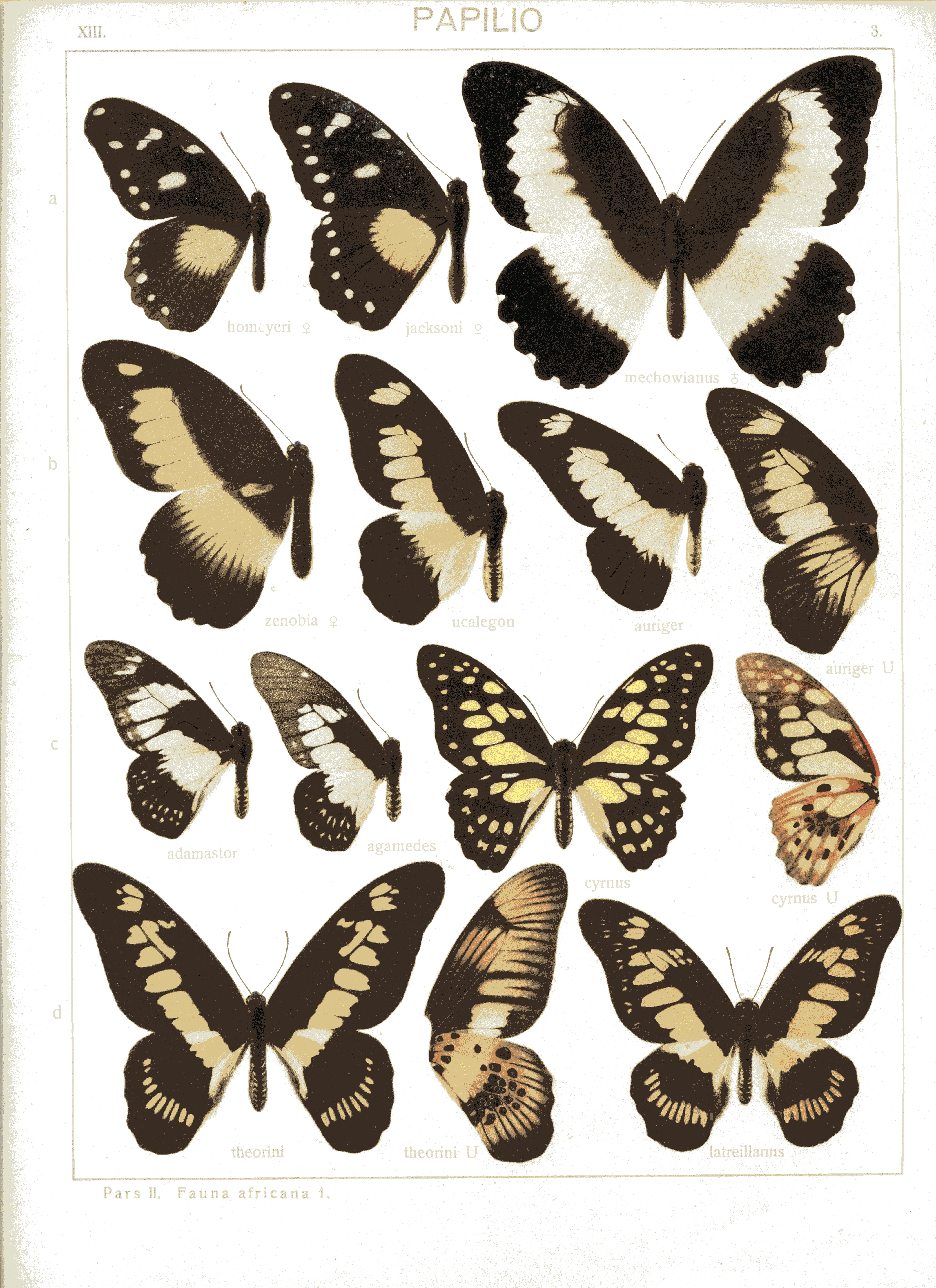